# Pallamano Haenna
La Orlando Pallamano Haenna o più comunemente Haenna è una società di pallamano italiana con sede a Enna. Milita in Serie A Silver, la seconda serie italiana di pallamano maschile.
Fondata nel 1975, risulta essere la terza realtà pallamanistica siciliana per numero di partecipazioni ad un campionato di massima serie.
I colori sociali del club sono il giallo ed il verde. 
L'impianto sede delle gare interne è il Palasport di Enna bassa.

## Storia
La fase provinciale dei Giochi della Gioventù di atletica leggera del 1969 è stata indubbiamente la scintilla che ha determinato lo sviluppo di tutto il movimento pallamanistico ennese. Difatti, a distanza di qualche anno, nel 1974, grazie all'incontro avuto con Concetto Lo Bello durante i Giochi del 1969, alcuni massimi dirigenti vengono convinti ad affiliarsi alla FIGH fondando la società Libertas Haenna (Handball Atletica Enna). Così, dopo essere partiti dalla Serie C, nel 1985 si vince il campionato passando alla Serie B nazionale. Gli anni novanta sono sicuramente i più prolifici dal punto di vista sportivo. Difatti dopo essere approdati in Serie A2 nel 1991, finalmente si corona il sogno di calcare la massima serie. Fiore all'occhiello della Pallamano Haenna il settore giovanile cosi che nel 1994 il sodalizio ennese si aggiudica il suo primo titolo giovanile a livello nazionale vincendo il prestigioso Campionato Allievi d'Eccellenza. Così nel 1997 tutta la cittadina di Enna si stringe di fronte a questa realtà sportiva, che con grande sacrificio e perseveranza riporta in alto i nomi della città raggiungendo la serie A1.
In massima serie durerà quattro anni, con il picco avuto nella stagione 1998-1999 quando per la prima volta nella storia approda ai play-off scudetto, eliminata ai quarti di finale per mano del Rubiera (25-21 e 32-25). Altri risultati di spicco sono senza dubbio il raggiungimento della Finale delladi Coppa Italia nel 1998 persa contro i futuri campioni d'Italia dell'H.C. Al.Pi Prato (23-22; 25-21) e la conseguente qualificazione per la Cup Winners' Cup nella stagione successiva (eliminazione al secondo turno contro i norvegesi del Runar Sandefjord).
In quegli anni, oltre ai risultati storici ottenuti nel club, diversi atleti della Pallamano Haenna hanno vestito con costanza la maglia azzurra (il veterano portiere Paolo Biondo, Gianluca e Fabrizio Di Vincenzo, Santi Lo Manto e l'italo-croato Damir Opalić) a testimonianza dell'ottimo lavoro fatto negli anni soprattutto dal tecnico Mario Gulino sulla valorizzazione del vivaio locale. Dopo questi successi, la Pallamano Haenna subisce le difficoltà economiche date dal ridimensionamento dell'intero settore pallamanistico (esempio l'Ortigia Siracusa vincitore di ben tre scudetti e due coppe Italia costretto ad ammainare bandiera bianca fallendo), così per quasi quindici anni la società vivacchia in Serie A2, per poi ottenere la promozione in massima serie nel 2015-2016. Massima serie che durerà solo un'annata, in quanto retrocederà subito. L'anno successivo riparte dal campionato di Serie B causa problemi economici, ma ottiene subito la promozione in Serie A2, dove rimarrà per altre due annate, prima di dover ripartire nuovamente dalla Serie B nella stagione 2019-2020.
Questa stagione verrà ricordata a lungo in quanto, dopo aver vinto la Coppa Sicilia ed essersi piazzati al termine della stagione regolare al primo posto, prima dell'avvio della seconda fase, la pandemia del COVID-19 costringerà gli organi federali a dover chiudere in anticipo tutte le competizioni di pallamano, annullando il campionato di Serie B, senza assegnare alcuna promozione.
Nella stagione 2020-2021 viene ripescata in Serie A2.

## Strutture

### Palasport
L'Haenna disputa le gare interne all'interno del Palasport di Enna bassa. La struttura ha una capienza complessiva di 550 posti a sedere.

## Statistiche e record

### Statistiche di squadra
Per numero di partecipazioni a campionati di massima serie, tra le società più rappresentative nel panorama isolano l'Haenna è al terzo posto con 6 apparizioni nel massimo campionato, dietro l'Albatro Siracusa con 9 ed il C.C. Ortigia Siracusa, con le sue 17 partecipazioni (3 scudetti e 2 coppe italia nel suo palmares).

### Partecipazione ai campionati
| Livello | Categoria                        | Partecipazioni | Debutto   | Ultima stagione | Totale |
| ------- | -------------------------------- | -------------- | --------- | --------------- | ------ |
| 1°      | Serie A                          | 5              | 1997-1998 | 2004-2005       | 6      |
| 1°      | Serie A - 1ª Divisione Nazionale | 1              | 2015-2016 | 2015-2016       | 6      |
| 2°      | Serie A1                         | 5              | 2005-2006 | 2011-2012       | 20     |
| 2°      | Serie A2                         | 15             | 1991-1992 | 2020-2021       | 20     |
| 3°      | Serie A2                         | 2              | 2008-2009 | 2009-2010       | 10     |
| 3°      | Serie B                          | 8              | 1985-1986 | 2019-2020       | 10     |
| 4°      | Serie C                          | 9              | 1976-1977 | 1984-1985       | 9      |

## Palmarès
- 1994 Campione italiano allievi d'eccellenza
- Serie A2 : 4
1996-1997
2003-2004
2009-2010
2014-2015
- Serie B : 2
1990-1991
2016-2017
- Serie C : 1
1984-1985
- Coppa Sicilia : 2
2019-2020

## Rosa 2025-2026
| N° | Naz.                 | Ruolo | Sportivo           | Anno |  |  |
| -- | -------------------- | ----- | ------------------ | ---- |  |  |
| 1  | Romania (bandiera)   | P     | Sebastian Avram    | 2005 |  |  |
| 16 | Italia (bandiera)    | P     | Filippo Oliva      | 2006 |  |  |
| 2  | Italia (bandiera)    | A     | Moreno Caruso      | 2003 |  |  |
| 4  | Italia (bandiera)    | A     | Vincenzo Andolina  | 2006 |  |  |
| 8  | Italia (bandiera)    | T     | Manuel Russello    | 1996 |  |  |
| 9  | Italia (bandiera)    | T     | Daniel Serravalle  | 2000 |  |  |
| 27 | Italia (bandiera)    | T     | Giovanni Rosso     | 1989 |  |  |
| 32 | Italia (bandiera)    | PV    | Maurizio Pignataro | 2004 |  |  |
| 99 | Italia (bandiera)    | PV    | Vittorio Merlo     | 2008 |  |  |
|    | Italia (bandiera)    | P     | Sebastiano Coppola | 2002 |  |  |
|    | Italia (bandiera)    | A     | Alessio Corrias    | 2006 |  |  |
|    | Argentina (bandiera) | T     | Nicolas Dieguez    | 2000 |  |  |